# Draper (Virginia)
Draper es un lugar designado por el censo situado en el condado de Pulaski, Virginia  (Estados Unidos). Según el censo de 2010 tenía una población de 320 habitantes.

## Demografía
Según el censo de 2010, Draper tenía una población en la que el 93,1% eran blancos; el 5,9% afroamericanos; el 0,0% eran indios americanos y nativos de Alaska; el 0,0% eran asiáticos; el 0,0% hawaianos y otros isleños del Pacífico; el 0,0% de otra raza, y el 0,0% a partir de dos o más razas. El 0,0% del total de la población eran hispanos o latinos de cualquier raza.